# 開運 (西夏)
開運（かいうん）は、西夏の景宗の治世で用いられた元号。1034年。

## 西暦・干支との対照表
| 開運 | 元年   |
| 西暦 | 1034年 |
| 干支 | 甲戌   |